# Bezirk Potsdam
Der Bezirk Potsdam war der flächenmäßig größte von 14 Bezirken der Deutschen Demokratischen Republik (DDR). Er wurde durch ein Gesetz des Landes Brandenburg vom 25. Juli 1952 im Zuge der Auflösung der Länder in der DDR durch die Verwaltungsreform von 1952 errichtet und umfasste einen Großteil des westlichen Brandenburgs. Der Bezirk Potsdam verdankt seinen Umfang bzw. Zuschnitt auch der Tatsache, dass er als einziger DDR-Bezirk direkt an Westberlin grenzte und ausschließlich mit den Fragen der Grenzsicherung nach West-Berlin befasst war. Zugleich gingen Teile des ursprünglich brandenburgischen Landkreises Westprignitz an den neuen Bezirk Schwerin, um den Bezirk Potsdam nicht noch zusätzlich mit der Grenze nach Westdeutschland zu belasten. Letztere Gebiete wurden im Jahre 1992 wieder an Brandenburg zurückgegliedert.
Der Bezirk führte kein Wappen, gelegentlich wurde jedoch das Stadtwappen von Potsdam als Symbol für den Bezirk verwendet. Mit der Wiedererrichtung der Länder durch die Wiedervereinigung Deutschlands am 3. Oktober 1990 wurden die Bezirke aufgelöst, worauf der Bezirk Potsdam wieder im Land Brandenburg aufging.
Zur Geschichte und Landeskunde des Bezirks Potsdam siehe unter Mark Brandenburg.

## Verwaltungsgliederung
Der Bezirk Potsdam umfasste die Stadtkreise Potsdam und Brandenburg an der Havel sowie die folgenden Kreise:
1. Kreis Belzig
2. Kreis Brandenburg
3. Kreis Gransee
4. Kreis Jüterbog
5. Kreis Königs Wusterhausen
6. Kreis Kyritz
7. Kreis Luckenwalde
8. Kreis Nauen
9. Kreis Neuruppin
10. Kreis Oranienburg
11. Kreis Potsdam
12. Kreis Pritzwalk
13. Kreis Rathenow
14. Kreis Wittstock
15. Kreis Zossen

## Einwohnerentwicklung
| Jahr | Einwohner |
| ---- | --------- |
| 1961 | 1.146.700 |
| 1970 | 1.133.631 |
| 1985 | 1.121.539 |

## Verwaltungs- und Parteichefs

### Vorsitzende des Rates des Bezirkes
- 1952–1953: Curt Wach (1906–1974)
- 1953–1957: Josef Stadler (1906–1984)
- 1957–1960: Herbert Rutschke (1905–1978)
- 1960–1962: Franz Peplinski (1910–1991)
- 1962–1971: Herbert Puchert (1914–1997)
- 1971–1974: Günter Pappenheim (1925–2021)
- 1974–1977: Werner Eidner (* 1923)
- 1977–1990: Herbert Tzschoppe (1927–2023)
- 1990:      Jochen Wolf (Regierungsbevollmächtigter, 1941–2022)

### Erste Sekretäre derSED-Bezirksleitung
- 1952–1956: Kurt Seibt (1908–2002)
- 1956–1957: Eduard Götzl (1921–1986) amtierend
- 1957–1964: Kurt Seibt (1908–2002)
- 1964–1976: Werner Wittig (1926–1976)
- 1976–1989: Günther Jahn (1930–2015)
- 1989–1990: Heinz Vietze (* 1947)